# Sandra Guzmán
Sandra Guzmán Patiño (Bogotá, 16 de noviembre de 1971) es una actriz y productora de teatro colombiana.

## Biografía

### Carrera profesional
Estudió actuación en la Escuela Nacional de Arte Dramático Silvio D'Amico en Roma, Italia y también se formó en la Universidad Nacional de Colombia en su natal Bogotá. Fue la fundadora del Teatro Cabaret de Bogotá, y su productora teatral desde 2011 hasta 2021.
Tras estudiar actuación en Italia, Guzmán volvió a su país, donde empezó a incursionar en varias obras de teatro como Platonov, Clarooscuro, Celestina y La Strada, además de obtener papeles esporádicos en telenovelas como Padres e hijos, Mi amiga del alma y Luzbel está de visita.
No fue sino hasta 2003, cuando obtuvo su primer papel coprotagonista en la telenovela Retratos, como Ximena, compartiendo créditos con Xilena Aycardi y Angeline Moncayo.
En 2004, obtuvo otros papeles estelares en las telenovelas Mesa para tres y Amor de mis amores. Ese mismo año, participó en la serie de televisión Séptima puerta.
Luego, participó en las telenovelas Madre Luna, Por amor a Gloria y Así es la vida. En la década de 2010, participó en las narcoseries El Capo como Calixta, y en la segunda temporada de El cartel, como Patricia.
Participó en cuatro capítulos de la serie Mujeres al límite entre 2010 y 2012, además de participar en papeles menores en las teleseries Los herederos del Monte y El general Naranjo. Dos de sus papeles más recordados en televisión de la década pasada, son como Susana en Un sueño llamado salsa (de 2011, pero transmitida en Colombia por primera vez hasta 2014) y como Marucha en El Bronx, de 2019.
En 2020, participó en la teleserie Amar y vivir, donde interpretó a Brigitte.
Además de su faceta en la televisión, Sandra Guzmán se ha desempeñado como actriz y productora de numerosas obras de teatro en su anteriormente mencionado Cabaret; sus primeras obras fueron "Tremenda confusión", "Sueños de Variete" y "Divorciadas". Sus últimas colaboraciones con el director Juan Carlos Mazo fueron "Paraíso", "Aguanile" y la versión colombiana de "Cabaret". Actualmente reside en Madrid, España.

### Vida personal
Proveniente de una familia de artistas, es hermana de la también actriz Andrea Guzmán y prima materna de las actrices Amparo y Patricia Grisales.
De su relación con Roberto Volpotti, a quien conoció mientras estuvo en Italia, nació su primera hija, Odina. Tuvo otra hija, fruto de su matrimonio con el director teatral Pablo Cefo, llamada Zoe. El matrimonio estuvo unido desde 2011 hasta 2016.
En 2018, contrajo nupcias con el terapeuta Alejandro Torres, con quien estuvo casada por tres años, hasta 2021.

## Filmografía

### Televisión
| Año       | Título                        | Papel                    | Notas                  |
| --------- | ----------------------------- | ------------------------ | ---------------------- |
| 2023      | Los artistas: primeros trazos | Bélgica                  | 10 episodios           |
| 2021      | Interiores                    | Fanny                    | Episodio: «Doble vida» |
| 2021      | Enfermeras                    | Mildred Arciniegas       | 5 episodios            |
| 2020      | Amar y vivir                  | Brigitte                 | 64 episodios           |
| 2019      | El general Naranjo            | Madre de Zaida           | Episodio #4            |
| 2019      | El Bronx                      | María «Marucha» Cárdenas | 41 episodios           |
| 2014      | Un sueño llamado salsa        | Susana                   |                        |
| 2010-2012 | Mujeres al límite             | Melissa / Clara          | 4 episodios            |
| 2011      | Los herederos del Monte       | Magdalena                |                        |
| 2010      | El cartel 2                   | Patricia Carmona         |                        |
| 2009-2010 | El Capo                       | Calixta                  |                        |
| 2007-2008 | Madre Luna                    | Marcela Pizarro          | 18 episodios           |
| 2007      | Así es la vida                |                          | Episodio #39           |
| 2006      | Por amor                      | Catalina                 |                        |
| 2005-2006 | Por amor a Gloria             | La Mole                  | 10 episodios           |
| 2004-2005 | Séptima puerta                | Mayte / Sara             | 4 episodios            |
| 2004      | Mesa para tres                | Marta                    | 118 episodios          |
| 2004      | Amor de mis amores            | Estela                   |                        |
| 2003-2004 | Retratos                      | Ximena                   | 129 episodios          |
| 2001-2002 | Luzbel está de visita         | Omaira                   |                        |
| 1996      | Mi amiga del alma             | Sara                     |                        |

### Teatro
- Cabaret (2019) - actriz y productora. En dirección de Juan Carlos Mazo.[2]
- Aguanile (2017) - actriz y productora. En dirección de Juan Carlos Mazo.[20]
- Paraíso (2016) - actriz y productora. En dirección de Juan Carlos Mazo.[21]
- El circo (2013) - comedia musical, productora. Cabaret.[22]
- Divorciadas (2012) - actriz y productora. Teatro Musical. En dirección de Roben Cuello. Cabaret.[20]
- Sueños de Variete (2011) - productora. En dirección de Pablo Cefo. Cabaret.
- Tremenda confusión (Vaudeville) (2010) - actriz. En dirección de Fernando Castro. Cabaret.
- Celestina (1999) - actriz. Teatro Nacional La Castellana, Bogotá. Kennedy Center, Washington. En dirección de Jorge Alí Triana.
- La ronda: Shnitzler (1996) - actriz. Teatro Nacional Calle 71. En dirección de Massimo Mana.
- La Strada (1996) - actriz. En dirección de Paco Barrero.
- Sueños (1991) - actriz. Festival de Teatro Modena-Italia. En dirección de Luigi Maria Mussati.
- Locos de amor (1990) - actriz. Teatro Siglo XXI. En dirección de Paco Barrero.
- Clarooscuro (1989) - actriz. II Festival Iberoamericano de Teatro, Camarín del Carmen. En dirección de Duny Guzmanych.
- Platonov (1987) - actriz. Centro de Expresión Teatral.[2]

### Cine
- El control (2013)
- Postales colombianas (2011)
- Golpe de estadio (1998) como La Queen